# Alfred Edwin Eaton
Alfred Edwin Eaton (1845 - 23 maart 1929 Northam) was een Britse priester en entomoloog.
Eaton was priester in Shepton Montague in Somerset. 
Op het gebied van de entomologie was hij vooral geïnteresseerd in de studies van Diptera (tweevleugeligen) en Ephemeroptera (eendagsvliegen). Hij ondernam diverse expedities naar Spitsbergen, Madeira en Tenerife in het voorjaar van 1902 en verzamelde insecten.
Zijn collecties worden bewaard in het Natural History Museum in Londen.
De kerguelenpijlstaart of Eaton-pijlstaart (Anas eatoni) (Engelse naam: Eaton's pintail) is een eend uit de familie van de Anatidae en werd naar Eaton vernoemd door Richard Bowdler Sharpe (1847-1909) in 1875.
- Stuttgart Database of Scientific Illustrators 1450–1950: 6631
- Gemeinsame Normdatei: 1151454796
- International Standard Name Identifier: 0000 0000 5912 1887
- Library of Congress Control Number: no2009058332
- Nederlandse Thesaurus van Auteursnamen: 161420842
- Réseau des bibliothèques de Suisse occidentale: 02-A003204637
- Système universitaire de documentation: 112384668
- Virtual International Authority File: 86365735
- WorldCat: E39PBJmDdKXRRfC8jRHTWRFHYP